# Asphondylia apicata
Asphondylia apicata är en tvåvingeart som beskrevs av Gagne 1990. Asphondylia apicata ingår i släktet Asphondylia och familjen gallmyggor. Inga underarter finns listade i Catalogue of Life.